# Fool Metal Jack
Fool Metal Jack è il decimo album discografico in studio del gruppo musicale rock brasiliano degli Os Mutantes, pubblicato nel 2013.

## Tracce
Testi e musiche di Sérgio Dias eccetto dove indicato.
1. The Dream Is Gone – 2:50
2. Fool Metal Jack – 5:23 (Sérgio Dias, Vinícius Junqueira)
3. Picadilly Willy – 4:42
4. Ganjaman – 3:33
5. Look Out – 3:48 (Vitor Trida)
6. Eu Descobri – 3:05 (Gilberto Gil)
7. Time and Space – 3:57 (Sérgio Dias, Sam Spiegel)
8. To Make It Beautiful – 3:26
9. Once Upon a Flight – 4:00 (Vitor Trida)
10. Into Limbo – 3:37
11. Bangladesh – 4:08
12. Valse LSD – 3:11